# Bernie Morris
Bernard Patrick "Bernie" Morris, född 21 augusti 1890 i Brandon i Manitoba, död 16 maj 1963 i Bremerton i Washington, var en kanadensisk professionell ishockeyspelare. Bernie Morris var professionell åren 1910–1930 och spelade för bland annat Victoria Aristocrats och Seattle Metropolitans i PCHA, Calgary Tigers och Regina Capitals i WCHL, samt sex matcher för Boston Bruins i NHL säsongen 1924–25.
Morris vann Stanley Cup med Seattle Metropolitans 1917.

## Pacific Coast Hockey Association

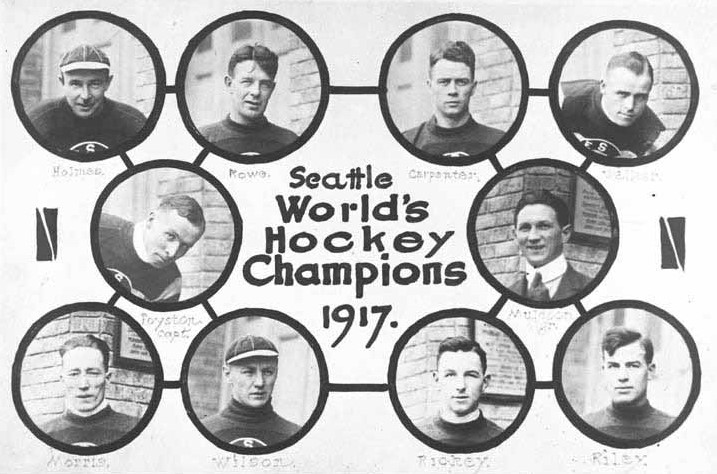
Seattle Metropolitans mästarlag från 1917 med Bernie Morris längst ner till vänster.

Bernie Morris spelade för ett flertal olika mindre klubbar i hemprovinsen Manitoba samt i Saskatchewan åren 1910–1914 innan han skrev på för Victoria Aristocrats i Pacific Coast Hockey Association säsongen 1914–15. Första säsongen i PCHA gjorde Morris sju mål och tre assists för totalt 10 poäng på 10 matcher. Säsongen därefter, 1915–16, bytte han lag till Seattle Metropolitans. Morris spelade sju säsonger för Seattle Metropolitans i PCHA från 1915 till 1923.
Säsongen 1916–17 vann Morris PCHA:s poängliga sedan han gjort 37 mål och 17 assists för totalt 54 poäng på 24 matcher, en poäng före Vancouver Millionaires vänsterforward Gordon Roberts. I mars 1917 spelade Morris sedan en avgörande roll i det lag som vann Stanley Cup som första amerikanska lag någonsin. Morris gjorde hela 14 mål i finalserien som Seattle Metropolitans vann över Montreal Canadiens med 3-1 i matcher. Sammanlagt spelade Morris 167 matcher för Metropolitans i PCHA och gjorde 148 mål och 73 assists för totalt 221 poäng.

### Arresterad
Morris missade slutspelet under PCHA-säsongen 1919 samt hela PCHA:s grundserie och slutspel säsongen 1919–20 då han arresterades av de amerikanska myndigheterna för att ha missat att rapportera till militärtjänstgöring, detta trots att han inte var amerikansk medborgare. Morris missade därmed 1919 års Stanley Cup-final med Seattle Metropolitans mot Montreal Canadiens som avbröts och ställdes in vid ställningen 2-2 i matcher då flera spelare i Canadiens insjuknat i spanska sjukan och lagts in på sjukhus i Seattle. Montreal Canadiens back Joe Hall dog av influensan fem dagar efter det att finalserien avbrutits.
Morris dömdes först att avtjäna sitt straff på två års fängelse på Alcatraz och satt internerad på Camp Lewis nära Tacoma, Washington, under tiden ärendet avhandlades. I mars 1920 blev Morris fri att spela ishockey igen och kunde delta i 1920 års Stanley Cup-final mot Ottawa Senators, en finalserie som Senators vann med 3-2 i matcher. Morris, matchotränad efter det årslånga uppehållet från ishockeyn, bidrog med två assists på de fem finalmatcherna.

## Western Canada Hockey League och National Hockey League

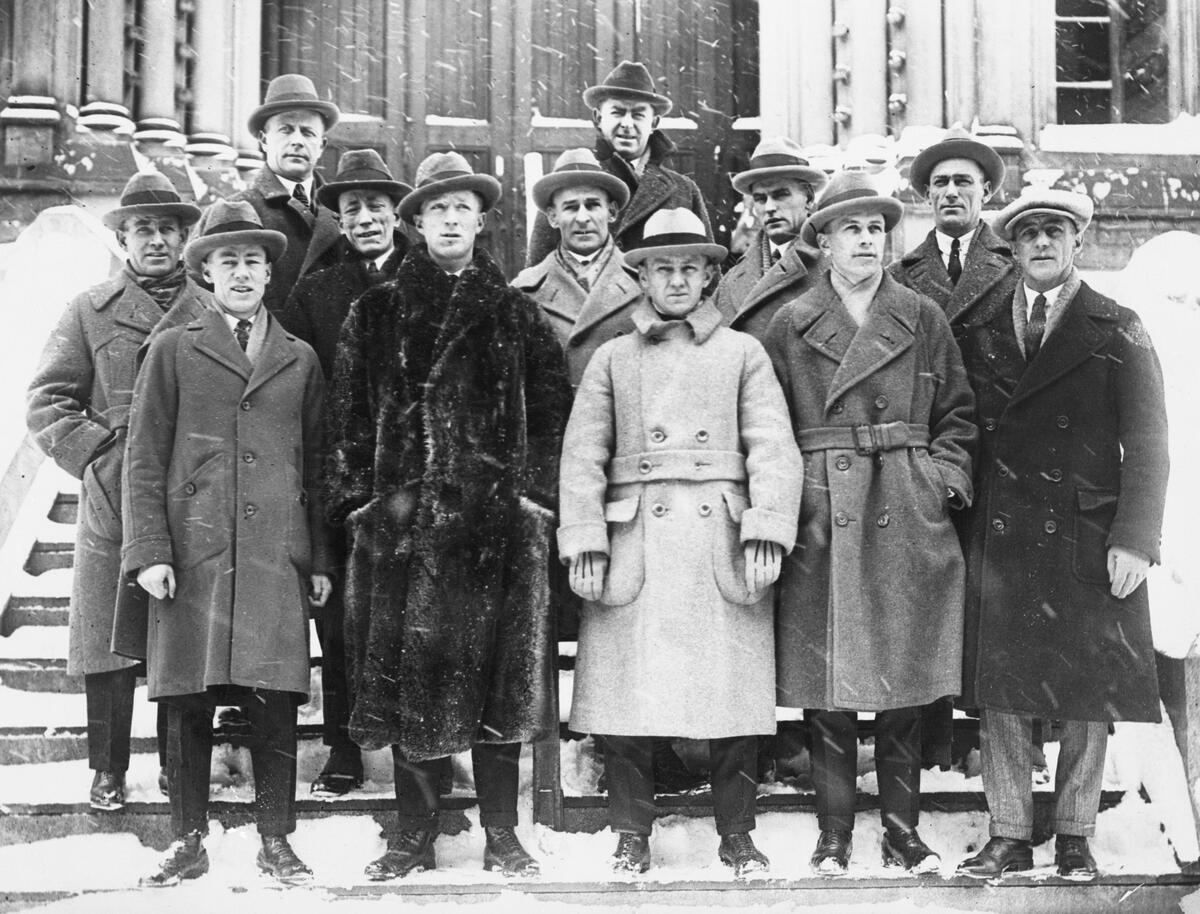
Bernie Morris, tvåa från vänster i mittenraden, med Calgary Tigers 1924 inför Stanley Cup-finalen mot Montreal Canadiens.

Säsongen 1923–24 bytte Morris lag och liga då han anslöt till Calgary Tigers i WCHL. I Calgary återförenades han med sin gamla kedjekamrat Cully Wilson från Seattle Metropolitans. Morris hjälpte Tigers att vinna WCHL 1923–24 och i ligaslutspelet besegrade laget sedan Regina Capitals över två matcher med målskillnaden 4-2. Calgary Tigers besegrade därefter PCHA:s mästarlag Vancouver Maroons med 2-1 i matcher, med två mål och fyra assists från Morris klubba, och fick därmed chansen att spela om Stanley Cup mot Montreal Canadiens. Canadiens blev dock för svåra för ett veteranbetonat Calgary Tigers och vann finalserien i två raka matcher med siffrorna 6-1 och 3-0. Morris spelade fram till Tigers enda mål i finalserien som gjordes Herb Gardiner.
Säsongen 1924–25 spelade Morris varsina sju matcher för Calgary Tigers och Regina Capitals i WCHL samt även sex matcher däremellan för Boston Bruins under lagets första säsong i NHL. Morris hann göra ett mål för Bruins i NHL innan han återvände till WCHL och Regina Captals.

## 1925–1930
Från 1925 till 1930 spelade Morris för ett flertal olika klubbar i mindre ligor i Kanada och USA, bland annat med Edmonton Eskimos i Prairie Hockey League för vilka han gjorde 24 poäng på 27 matcher säsongen 1926–27. Morris sista stopp i ishockeykarriären blev Hamilton Tigers som han spelade för i Canadian Professional Hockey League och International Hockey League 1928–1930.

## Statistik
S-SSHL = Saskatchewan Senior Hockey League, Trä. = Träningsmatcher, WCHL = Western Canada Hockey League, PrHL = Prairie Hockey League, Can-Pro = Canadian Professional Hockey League
IHL = International Hockey League
| 1910–11            | Brandon Shamrocks     | MIPHL              | 6   | 6   | 0  | 6   | –   | –  | –  | – | –  | – |
| 1911–12            | Moose Jaw Brewers     | Sask-Pro           | 8   | 21  | 0  | 21  | –   | –  | –  | – | –  | – |
| 1912–13            | Phoenix Hockey Club   | BDHL               | 1   | 2   | 0  | 2   | 3   | –  | –  | – | –  | – |
| 1913–14            | Regina Victorias      | S-SSHL             | 1   | 2   | 0  | 2   | 3   | –  | –  | – | –  | – |
| 1914–15            | Victoria Aristocrats  | PCHA               | 10  | 7   | 3  | 10  | 0   | –  | –  | – | –  | – |
| 1915–16            | Seattle Metropolitans | PCHA               | 18  | 23  | 9  | 32  | 27  | –  | –  | – | –  | – |
|                    | PCHA All-Stars        | Trä.               | 3   | 7   | 3  | 10  | 0   | –  | –  | – | –  | – |
| 1916–17            | Seattle Metropolitans | PCHA               | 24  | 37  | 17 | 54  | 17  | –  | –  | – | –  | – |
|                    | Seattle Metropolitans | Stanley Cup        |     |     |    |     |     | 4  | 14 | 2 | 16 | 0 |
| 1917–18            | Seattle Metropolitans | PCHA               | 18  | 20  | 12 | 32  | 9   | 2  | 1  | 0 | 1  | 0 |
| 1919               | Seattle Metropolitans | PCHA               | 20  | 22  | 7  | 29  | 15  | —  | –  | – | —  | – |
| 1919–20            | Seattle Metropolitans | PCHA               | –   | –   | –  | –   | –   | –  | –  | – | –  | – |
|                    | Seattle Metropolitans | Stanley Cup        |     |     |    |     |     | 5  | 0  | 2 | 2  | 0 |
| 1920–21            | Seattle Metropolitans | PCHA               | 24  | 11  | 13 | 24  | 3   | 2  | 1  | 0 | 1  | 0 |
| 1921–22            | Seattle Metropolitans | PCHA               | 24  | 14  | 10 | 24  | 36  | 2  | 0  | 0 | 0  | 0 |
| 1922–23            | Seattle Metropolitans | PCHA               | 29  | 21  | 5  | 26  | 30  | –  | –  | – | –  | – |
| 1923–24            | Calgary Tigers        | WCHL               | 30  | 16  | 7  | 23  | 13  | 2  | 1  | 1 | 2  | 4 |
|                    |                       | West-P             |     |     |    |     |     | 3  | 2  | 4 | 6  | 4 |
|                    |                       | Stanley Cup        |     |     |    |     |     | 2  | 0  | 1 | 1  | 0 |
| 1924–25            | Calgary Tigers        | WCHL               | 7   | 2   | 0  | 2   | 2   | –  | –  | – | –  | – |
| 1924–25            | Boston Bruins         | NHL                | 6   | 1   | 0  | 1   | 0   | –  | –  | – | –  | – |
|                    | Regina Capitals       | WCHL               | 7   | 1   | 2  | 3   | 2   | –  | –  | – | –  | – |
| 1925–26            | L.A. Palais-de-Glace  | Cal-Pro            | 10  | 10  | 9  | 19  | 8   | –  | –  | – | –  | – |
| 1926–27            | Edmonton Eskimos      | PrHL               | 27  | 18  | 6  | 24  | 28  | –  | –  | – | —  | – |
| 1927–28            | Detroit Olympics      | Can-Pro            | 37  | 16  | 9  | 25  | 35  | 2  | 0  | 0 | 0  | 6 |
| 1928–29            | Hamilton Tigers       | Can-Pro            | 12  | 3   | 2  | 5   | 14  | –  | –  | – | —  | – |
| 1929–30            | Hamilton Tigers       | IHL                | 17  | 3   | 3  | 6   | 12  | –  | –  | – | –  | – |
| PCHA totalt        | PCHA totalt           | PCHA totalt        | 167 | 155 | 76 | 231 | 137 | 6  | 2  | 0 | 2  | 0 |
| NHL totalt         | NHL totalt            | NHL totalt         | 6   | 1   | 0  | 1   | 0   | –  | –  | – | –  | – |
| Stanley Cup totalt | Stanley Cup totalt    | Stanley Cup totalt |     |     |    |     |     | 11 | 14 | 5 | 19 | 0 |

Statistik från hockey-reference.com och nhl.com

## Meriter
- Stanley Cup – 1917
- Vann PCHA:s poängliga säsongen 1916–17
- PCHA First All-Star Team – 1915–16, 1916–17, 1917–18, 1919 och 1921–22
- PCHA Second All-Star Team – 1920–21 och 1922–23